# Бахадур, Тегх
Тегх Бахадур Джи (в.-пандж. ਗੁਰੂ ਤੇਗ਼ ਬਹਾਦੁਰ, хинди गुरू तेग़ बहादुर, 1 апреля 1621, Амритсар, Пенджаб, Северная Индия — 11 ноября 1675, Дели, Индия) — девятый сикхский гуру. Поэт. Основатель города Анандпур.

## Биография
Тегх Бахадур родился в ночь на 1 апреля 1621 года, в Амритсаре. Тегх Бахадур принадлежал к роду содхи и был самым младшим из пяти сыновей Хар Гобинда. Имя при рождении Тегху дали Tyal Mal (мастер отряда). Тегх Бахадур получил совершенное сикхское образование и воспитание, обучался классическим наукам, физическому развитию, верховой езде, стрельбе из лука, фехтованию. Изучал панджаби, хинди, санскрит и индийскую религиозную философию. В 13 лет после первой своей битвы с Моголами, гуру Хар Гобинд дал ему имя Тегх Бахадур (могучий меч). Затем жил с отцом в Киратпуре, где Хар Гобинд создавал сикхскую общину. В 1632 году, Тегх Бахадур, женился на Мата Гуджри, дочери Лал Чанда из Киратпура (округ Джаландхар). После смерти гуру Хар Гобинда он вместе со своей матерью, Мата Нанаки, и женой стал жить в селении Бакала. В течение следующих 20 лет Тегх Бахадур жил в Бакале, ведя строгий и святой образ жизни, проводя большую часть своего времени в медитации. В 1665 году Тегх Бахадур отправился в длительное путешествие на восток — до Дакки и Ассама. Тегх Бахадур хотел повторить путь гуру Нанака и донести слово гуру до самых отдаленно живущих своих учеников. В 1666 году в Патне родился его единственный сын Гобинд Дас, которого отец впервые увидел уже трехлетним мальчиком по окончании своего путешествия.

## Посвящения в гуру сикхов
Во время пребывания гуру Хар Кришана в Дели, город был подвержен оспе. Когда его последователями спросили, кто будет его преемником, Гуру Хар Кришан ответил, что его преемник должен быть найден в Баба Бакале. Когда весть об этом достигла селения Бакала, двадцать два содхи, в том числе Баба Дхир Мал, внук Гуру Хар Гобинда, открыли лавочку и провозгласили себя в качестве девятого Гуру сикхов. Сикхи были озадачены таким числом преемников, и не могли понять, кто является действительным девятым гуру. Ранее богатый торговец Макхан Шах Лабана из округа Джехлем попал в сильный шторм. Судно полное товаров стало тонуть и он воззвал к Гуру Нанаку и поклялся пожертвовать ему пятьсот золотых мохаров, если корабль благополучно достигнет берега. Корабль торговца благополучно доплыл и он решил сдержать данное Гуру обещание. Макхан Шах прибыл в селение Бакала и обнаружил 22 гуру. Он решил проверить гуру на подлинность, дав каждому по 2 золотых. Каждый гуру принял дар и благословил его. Когда разочарованный Махан Шах собирался покинуть деревню, ребёнок рассказал ему, что ещё один гуру находится неподалёку. Опять Махан Шах поклонился и отдал 2 золотых и повернулся, чтобы уйти. Тогда Гуру Тегх Бахадур спросил: «О сикх, так теперь ты пытаешься прельстить Гуру приношением всего лишь двух золотых мохаров? А где остальные из тех пяти сотен золотых монет, которые ты обещал пожертвовать, когда твое судно тонуло?» Мукхан Шах, обрадованный, простерся у ног Гуру. Затем он поднялся на крышу дома и закричал: «Гуру Ладхо! Гуру Ладхо!» («Я нашел Гуру! Я нашел Гуру!»). Обнаружение Макхан Шахом подлинного Гуру положило конец притязаниям многочисленных лже-Гуру.

## Месть Дхир Мала
Баба Дхир Мал после провозглашения Тегх Бахадура девятым сикхским гуру, решил убить Тегх, тем самым провозгласив себя новым гуру. Дхир Мал подговорил своего масанду Сихано убить нового гуру. Покушение на Бахадуру не увенчалось успехом, но люди Сихано разграбили имущество гуру. Когда о случившемся услышал Макхан Шах, он в сопровождении толпы сикхов схватил Дхир Мала и доставил его к Бахадуре. Все украденное у Тегх Бахадуры имущество было возвращено, а заодно принесено и имущество Дхир Мала. Масанд Сихан упал к ногам Гуру и умолял о прощении своих прегрешений. Гуру даровал масанду прощение и приказал Макхан Шаху вернуть назад все имущество Дхир Мала.

## Путешествия
Гуру Тегх Бахадур три раза посещал Киратпур. 21 августа 1664 — в связи с кончиной отца. 15 октября 1664 — в связи с кончиной матери. Третий визит завершил довольно обширное путешествие через Маджха (Majha) и Бангар (Bangar).
С 1665 по 1666, Гуру Тегх Бахадур, предпринял путешествие в район к востоку от Пенджаба до Пасхи и Индии в различных частях этого региона, чтобы проповедовать учение Гуру Нанака. Его место визита включала Uttar Pardesh, Bihar, Assam, бенгальский и современный Бангладеш. Одной из причин для путешествий Бахадура на Восток было желание посетить и отдать дань уважения различным местам, которые были связаны с предыдущим визитом Гуру Нанака.

## Противостояние с Моголами
Во времена служения гуру Тегх Бахадура правил могольский падишах Аурангзеб, отличавшейся крайней нетерпимостью к иноверцам. Желая превратить страну в оплот ислама, он жестоко подавлял сопротивление методично проводившейся им политике исламизации коренных жителей Индии. Падишах Аурангзеб приказал чтобы все индусские храмы были уничтожены, для того, чтобы идолопоклонство было прекращено. Многие из храмов были переоборудованы в мечети. Во время правления Аурангзеба из правительства были уволены индусы. Несмотря на некоторое сопротивление индусов, после многих лет преследований, люди были вынуждены принять ислам. Гуру Тегх Бахадур был вынужден вступить в открытое противостояние с Аурангзебом. Сикхская традиция гласит, что в мае 1674 года, во время своей миссии в Бенгалии и Ассаме он услышал о преследованиях браминов и принуждениях браминов принять ислам. Пятьсот браминов во главе с Пандитом Кирпа Рамом из Кашмира обратились к Гуру Тегх Бахадуру за помощью. Гуру хорошо знал этих людей. Кашмирские брахманы традиционно считались самыми высокостоящими в кастовой иерархии, и их слово могло считаться словом всей индуистской общины. Гуру глубоко задумался над обращением браминов. В этот момент к нему подошёл сын и, увидев удрученного отца, спросил, о чём тот думает. Тот ответил: «Много грехов земля носит. Она может быть очищена от них, только если кто-нибудь из достойных людей принесет себя в жертву. Тогда печали исчезнут и настанет счастье». — «Никто не сделает это лучше тебя», — ответил, по преданию, ребёнок, и гуру утвердился в своем решении выступить на защиту браминов. Гуру Тегх Бахадур сказал : «Передайте султану Аурангзебу, что если ему удастся обратить Гуру Тегх Бахадура в ислам, то все брамины и последователи обратятся вслед, а если — нет, то пусть он прекратит преследование браминов».
8 июля 1675 года, понимая, что обречен, Тегх Бахадур назначил своим преемником сына Гобинд Даса. Гуру Тегх Бахадур поехал в Агру, где 11 июля 1675 года попал под арест и был доставлен к падишаху. Вместе с гуру были арестованы его верные сподвижники. Аурангзеб пытался убедить гуру Тегх Бахадура, что идолопоклонники должны быть физически подавлены. По приказу Аурангзеба Тегх Бахадура более трех месяцев держали закованным в цепи в тюрьме, принуждая отречься от своей веры и принять ислам. Аурангзеб, дабы подавить Бахадура, схватил сначала трех его учеников и жестоко казнил каждого из них на глазах учителя. Одного распилили пополам палачи-афганцы, другого сожгли, обмотав кипой хлопка, третьего сварили заживо в котле с кипятком. Несломленный, он был посажен в железную клетку и доставлен в Дели, где был обезглавлен при большом стечении народа 11 ноября 1675 года. Во время казни, как говорят сикхи, гуру пребывал в состоянии медитации и сосредоточения, спокойно сидя на виду у всех, пока палач готовил свой топор. Мученическая гибель гуру, защищавшего право сикхов сохранить свою веру, сплотила их в борьбе за выживание. Считается также, что своей смертью он утвердил право немусульман Индии на свою религию.

## Поэзия
в «Ади Грантх» представлены 118 написанных им гимнов, включая Mahal 9

## Память
- Гурдвара Ракабгандж — мавзолей сикхского гуру Тегх Бахадура, обезглавленного императором Аурангзебом. Посреди двора гурдвары стоит небольшой памятник, под которым похоронены две урны с прахом вождя сардаров. В маленькой комнате под стеклом хранятся личные предметы гуру. В 2000 году была широко отмечена 325 годовщина смерти Тегх Бахадура[4].
- Гурдвара Баба Бакала — возведён в Бакале, на месте где в течение 20 лет медитировал гуру Тегх Бахадур. Место паломничество.